# Ráztoka
Ráztoka este o comună slovacă, aflată în districtul Brezno din regiunea Banská Bystrica. Localitatea se află la altitudinea de 480 m deasupra n.m., se întinde pe o suprafață de 8,07 km2 și în 2017 număra 290 de locuitori.

## Istoric
Localitatea Ráztoka este atestată documentar din 1420.

## Demografie
| An:                | 1994 | 2004   | 2014   | 2024   |
| ------------------ | ---- | ------ | ------ | ------ |
| Număr de persoane: | 320  | 294    | 281    | 270    |
| Diferență:         |      | −8,12% | −4,42% | −3,91% |

| An:                | 2023 | 2024   |
| ------------------ | ---- | ------ |
| Număr de persoane: | 277  | 270    |
| Diferență:         |      | −2,52% |